# Pentalaminaceae
Famille
Les Pentalaminaceae sont une famille d’algues de l'embranchement des Ochrophytes et de l’ordre des Parmales. Le genre Pentalamina n'a été observé que dans le plancton marin de l'Antarctique.

## Étymologie
Le nom vient du genre type Pentalamina, du latin penta-, cinq, et -lamina, « lame ; pièce mince », en référence aux parois de la cellule de cet organisme « composées de cinq plaques : trois plaques rondes et deux plaques triradiées ».

## Liste des genres
Selon AlgaeBase (22 janvier 2022) :
- Pentalamina H.J.Marchant, 1987